# Sarona antennata
Sarona antennata är en insektsart som beskrevs av Asquith 1994. Sarona antennata ingår i släktet Sarona och familjen ängsskinnbaggar. Inga underarter finns listade i Catalogue of Life.